# Juan Antonio Orenga
Juan Antonio Orenga Forcada (Castellón de la Plana; 29 de julio de 1966) es un exjugador y entrenador de baloncesto español.

## Carrera

### Jugador
Mide 2,07 m de altura y ocupaba la posición de pívot. Sin ser excesivamente alto ni rápido, con el paso de los años desarrolló una buena lectura de los partidos y fue un buen pasador. En su última etapa alcanzó gran consistencia en sus tiros a canasta. 
Tras comenzar en la cantera del Real Madrid y debutar con el primer equipo en la temporada 1983/84, pasa por varios clubes madrileños hasta llegar a Estudiantes, donde su juego se desarrolla enormemente, influido seguramente por jugar al lado de John Pinone. 
En febrero de 1991, es nombrado MVP de la Copa del Rey, a pesar de que su equipo perdió la final.
Tras siete temporadas en Estudiantes volvió al Real Madrid y posteriormente jugó con Unicaja y Cáceres.
Fue internacional con la selección española con la que disputó 128 encuentros, haciendo su debut en noviembre de 1988.

### Entrenador

#### Estudiantes
Tras retirarse como  jugador comenzó su carrera como entrenador. En la temporada 2005/06 fue entrenador de Estudiantes pero fue cesado al principio de la temporada cuando el equipo llevaba un balance de 6 victorias y 9 derrotas.

#### Selección española
En 2007 pasó a formar parte de la dirección de las categorías inferiores de la FEB, haciéndose cargo de la selección sub-20. Desde 2009, formó parte del cuerpo técnico de la selección absoluta, siendo segundo entrenador de Sergio Scariolo. 
En noviembre de 2012 la FEB anunció que Orenga pasaba a ser el seleccionador nacional a partir de 2013, tras la no renovación del anterior técnico. Obtuvo como entrenador la medalla de bronce en el Eurobasket 2013 celebrado en Eslovenia en la que era favorita a pesar de las bajas de sus mejores jugadores, después de caer ante Francia en semifinales, tras un final igualado.
En el Mundial de 2014, la desastrosa actuación en cuartos de final ante Francia de la selección dirigida por Orenga, llevó al público a pedir a gritos su dimisión, cosa que se produjo poco después, el 16 de septiembre.
Finalmente terminó su periplo en la FEB como seleccionador nacional absoluto logrando un bronce europeo y jugando el mundial que se celebró en España.

#### Selección de Egipto
En agosto de 2016, se convierte en seleccionador de Egipto. En enero de 2017 gana su primer título, al proclamarse campeón en el Campeonato de Baloncesto de las Naciones Árabes disputado en El Cairo. Con la selección egipcia logró dos oros, uno en el Campeonato Países árabes y otro en el torneo clasificatorio Afrobasket.

#### China
Desde 2018 a 2022, Orenga entrenaría en la CBA, la primera división China dirigiendo a equipos como el Jilin Northeast Tigers, Guangzhou Long-Lionsy el Xinjiang Flying Tigers.

#### Liga LEB Oro
El 7 de junio de 2022, firma por el TAU Castelló en Liga Española de Baloncesto Oro.
Tras dos temporadas, en julio de 2024, abandona la disciplina del TAU Castelló.

## Palmarés

### Con la selección española
Selección absoluta
- Medalla de bronce en el Eurobasket 1991

Selección Sub-16
- Medalla de plata en el EuroBasket Sub-16 de 1983

### Con clubes
- 1 liga ACB con el Real Madrid (1983/84)
- 1 MVP de la Copa del Rey (1991)
- 1 Copa del Rey con Estudiantes (1992)
- 1 Final Four con Estudiantes (1991/92)
- 1 Eurocopa (antigua Recopa de Europa de baloncesto) con el Real Madrid (1996/97)

### Como entrenador
- Medalla de plata Europeo Sub-20 2007 en Eslovenia e Italia
- Medalla de bronce Europeo Sub-20 2010 en Croacia
- Medalla de oro Europeo Sub-20 2011 en España
- Medalla de bronce en el Eurobasket 2013 en Eslovenia.
- Medalla de oro Europeo sub-20 2016 en Finlandia

### Menciones
Orenga es Jugador Histórico en la liga ACB en las categorías de:
- Rebotes (2500 rebotes) alcanzados el 5 de diciembre de 1998
- Minutos (12 000 minutos) alcanzados el 20 de diciembre de 1998

### Premios, reconocimientos y distinciones
- Medalla de Bronce de la Real Orden del Mérito Deportivo, otorgada por el Consejo Superior de Deportes (1999)